# Paul Voß
Paul Voß (* 26. März 1986 in Rostock) ist ein deutscher Radrennfahrer.

## Werdegang
In den Nachwuchsklassen widmete sich Voß neben dem Straßenradsport vor allem dem Cyclocross und wurde im Jahr 2004 in dieser Disziplin Deutscher Meister der Juniorenklasse und 2005 Zweiter bei der U23. Nachdem er im Jahr 2008 bei den Europäischen Straßenmeisterschaften der U23 die Silbermedaille gewonnen hatte, erhielt er 2009 seinen ersten Vertrag bei einem UCI ProTeam, dem deutschen Team Milram, für das er bis zu dessen Auflösung zum Saisonende 2010 fuhr. Anschließend wechselte er zum britischen Continental Team Endura Racing.
Für das Team Milram bestritt er bei der Vuelta a España 2009 seine erste „Grand Tour“ und beendete das Rennen als 99. der Gesamtwertung. Im Folgejahr konnte er beim Prologzeitfahren der Katalonien-Rundfahrt 2010 einen Sieg in der UCI ProTour erzielen und die Gesamtführung dieses Etappenrennens einen weiteren Tag verteidigen.
Bei einem Weltcup Crossrennen in Zolder brach Voß sich im Dezember 2010 die Schulter. Kaum einen Monat nach seinem Einstieg in die Straßensaison 2011 fiel er während der ersten Etappe der Settimana Internazionale di Coppi e Bartali Ende März erneut mit einem Schlüsselbeinbruch aus. 2011 gewann er mit der Cinturó de l’Empordà ein internationales Etappenrennen.
Nachdem Endura Racing 2013 mit dem deutschen Team NetApp zum Professional Continental Team Team NetApp-Endura, dem späteren Bora-Argon 18, fusionierte, wurde Voß Teil dieser Mannschaft und bestritt weitere Grand Tours. Auf der ersten Etappe der Tour de France 2016 eroberte er durch eine Alleinfahrt über zwei kategorisierte Anstiege das Gepunktete Trikot des Führenden in der Bergwertung. Die kurz nach der Tour de France veranstaltete Erstaustragung von Rad am Ring als internationales Eintagesrennen gewann Voß nach einer Alleinfahrt über 70 Kilometer.
Nachdem er gleichwohl für die Saison 2017 keinen neuen Vertrag erhalten hatte, beendete er seine internationale Straßenkarriere und plante lediglich noch eine weitere Saison als Aktiver im Querfeldeinrennen.
Voß gründete 2017 ein eigenes Nachwuchsteam Paul Voß Development Team und widmet sich dessen Aufbau. Zudem wurde er 2017 Sportlicher Leiter beim Team Wiggins. Außerdem arbeitete er seit 2017 für die ARD als Co-Kommentator für die Live-Übertragung der Tour de France und für den Radsport-Podcast Besenwagen.
Zur Saison 2018 wurde er beim UCI Continental Teams LKT Team Brandenburg Sportlichen Leiter und blieb in dieser Funktion bis zur Auflösung der Mannschaft am Saisonende 2020.
Im Jahr 2021 kehrte Voß in den aktiven Radsport zurück und bestritt professionell Gravelrennen. Zur Vorbereitung hierauf bestritt er auch Straßenrennen und wurde Fünfter in einem Rennen der Rad-Bundesliga 2021 sowie 20. der Deutschen Meisterschaften 2021. Er nahm an den Gravel-Weltmeisterschaften 2022 teil und beendete das Rennen als 27. Bei der Gravel-Europameisterschaft 2023 gewann er die Bronzemedaille, bei den im September 2023 erstmalig ausgetragenen Deutschen Gravel-Meisterschaften in Daun belegte er Platz zwei.

## Erfolge
2004
- Deutscher Querfeldeinmeister (Junioren)

2005
- Deutsche Querfeldeinmeisterschaften (U23)

2008
- Europäische Meisterschaften – Straßenrennen (U23)

2010
- eine Etappe Katalonien-Rundfahrt

2011
- Mannschaftszeitfahren Czech Cycling Tour
- Gesamtwertung und eine Etappe Cinturó de l’Empordà

2015
- Mannschaftszeitfahren Giro del Trentino

2016
- Rad am Ring

2023
- Europäische Meisterschaften – Gravelrennnen

## Grand Tours-Platzierungen
| Grand Tour            | 2009 | 2010 | 2011 | 2012 | 2013 | 2014 | 2015 | 2016 |
| --------------------- | ---- | ---- | ---- | ---- | ---- | ---- | ---- | ---- |
| Giro d’ItaliaGiro     | –    | DNF  | –    | –    | –    | –    | –    | –    |
| Tour de FranceTour    | –    | –    | –    | –    | –    | 50   | 99   | 101  |
| Vuelta a EspañaVuelta | 99   | 70   | –    | –    | –    | –    | –    | –    |